# Trithyreus sijuensis
Espèce
Synonymes
- Schizomus sijuensis Gravely, 1924

Trithyreus sijuensis est une espèce de schizomides de la famille des Hubbardiidae.

## Distribution
Cette espèce est endémique du Meghalaya en Inde,. Elle se rencontre dans la grotte Siju Cave.

## Étymologie
Son nom d'espèce, composé de siju et du suffixe latin -ensis, « qui vit dans, qui habite », lui a été donné en référence au lieu de sa découverte, la grotte Siju Cave.

## Publication originale
- Gravely, 1924 : Tartarides from the Siju Cave, Garo Hills, Assam. Records of the Indian Museum, vol. 26, p. 61-62.